# Nicolas Kettel
Nicolas Kettel (Dudelange, 17 december 1925 – 7 april 1960) was een voetballer uit Luxemburg. Hij vertegenwoordigde het groothertogdom bij de Olympische Zomerspelen 1948 in Londen. Kettel overleed op 34-jarige leeftijd bij een auto-ongeluk.

## Clubcarrière
Kettel kwam als middenvelder zijn gehele carrière (1945-1960) uit voor Stade Dudelange.

### Erelijst
- Luxemburgs landskampioen

1945, 1946, 1947, 1948, 1950, 1955, 1957
- Beker van Luxemburg

1948, 1949, 1956

## Interlandcarrière
Kettel speelde ruim dertien jaar in het Luxemburgs nationaal elftal en heeft in totaal 56 interlands (dertien doelpunten) achter zijn naam staan.